# Джонатан Арчер
Джо́натан А́рчер (англ. Jonathan Archer) — персонаж научно-фантастического телевизионного сериала «Звёздный путь: Энтерпрайз». Его роль сыграл американский актер Скотт Бакула.

## Описание
Сильный, любопытный и смелый человек, олицетворяющий обаяние и интеллект, так охарактеризовал персонажа продюсер Рик Берман. Джонатан Арчер стал пятым капитаном вселенной Звездного пути. У персонажа не было прообраза, однако как сказал в интервью Скотт Баккула, существенное влияние на него оказал герой Уильяма Шетнера. По сюжету сериала Арчер является капитаном звездолёта Энтерпрайз NX-01 с 2151 по 2161 год, первого звездолёта с двигателем Варп-5. А позже становится Президентом Объединенной Федерации Планет с 2184 по 2192 год. Любимым видом спорта является водное поло. Также имеет домашнего пса по кличке Портос. Держал книги в твердом переплете на полке Энтерпрайза, среди которых были: «Отверженные» Виктора Гюго и «Машина Времени» Герберта Уэллса.
В фильме «Звёздный путь» упоминается, что престарелый Арчер уже является адмиралом и что его любимого пса телепортировал в неизвестном направлении молодой Монтгомери Скотт ради эксперимента, за что и был сослан на ледяную планету Дельта Вега. Согласно компьютеру в эпизоде «В зеркале тёмном», Историк Джон Джилл считал, что Арчер — «Величайший исследователь 22-го века». Согласно тому же компьютеру две планеты были названы в честь Арчера: Арчер IV и Планета Арчера.